# Leo Gestel

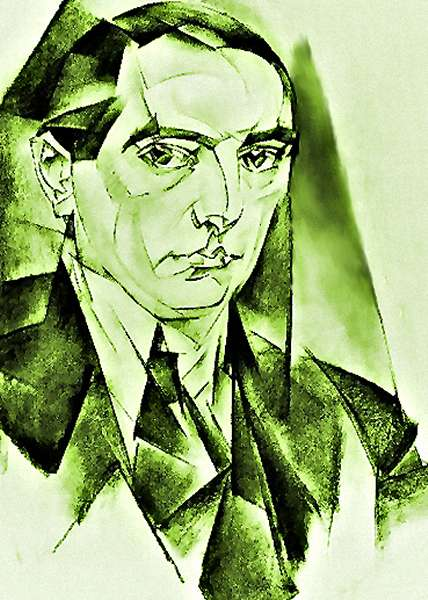
Selbstporträt, 1913

Leo (Leendert) Gestel (* 22. November 1881 in Woerden; † 26. November 1941 in Hilversum) war ein niederländischer Maler des Impressionismus, Pointillismus, Fauvismus, Kubismus, Futurismus und des Expressionismus. Er war auch als Freskant, Illustrator und Lithograf tätig.

## Leben
Leendert Gestel erhielt seinen ersten Zeichenunterricht von seinem Vater Willem Gestel, einem Maler und Direktor der Woerdense Avondteekenschool, wurde auch von seinem Onkel Dimmen Gestel, ein Drucker und Maler, welcher mit Vincent van Gogh im Freien malte, unterrichtet. Von 1898 bis 1900 war er Schüler an der Hogereburgerschool in Utrecht. Gestel absolvierte von 1900 bis 1903 eine Ausbildung zum Zeichenlehrer an der „Rijksnormaalschool“ und von 1901 bis 1904 besuchte er Abendklassen der Reichsakademie der Bildenden Künste in Amsterdam bei August Allebé und Nicolaas van der Waay. Dort wurde er aufgrund seiner zeichnerischen Begabung in Anlehnung an Leonardo da Vinci „Leo“ gerufen.

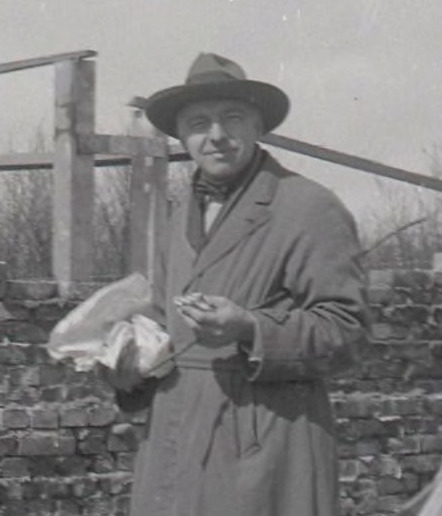
Leo Gestel, 1926

Bevor Gestel Maler wurde, entwarf er für seinen Onkel Werbungen und illustrierte ab 1903 Zeitungen und Bücher. 1904 betrieb er erstmals Freilichtstudien und reiste mit seinem Freund Jan Sluijters zum ersten Mal nach Paris. Im Anschluss nahm er sich ein Atelier in Amsterdam, das schnell zum Treffpunkt junger Künstler und Bohemiens wurde. 1905 erhielt er einen Auftrag für den niederländischen Pavillon auf der Weltausstellung Liège International – 1905. Ab 1905 nahm er regelmäßig an Ausstellungen der Künstlervereinigungen Kunstenaarsvereniging Sint Lucas und Arti et Amicitiae teil. Gefördert durch ein königliches Stipendium 1908 bis 1910 beschäftigte er sich verstärkt mit der Plein-air-Malerei. 1912 wurde ihm der Willink van Collenprijs für seine Pastellzeichnungen verliehen. Im selben Jahr wurde er von einer Futuristenausstellung in Amsterdam angeregt und 1913 konnte er beim Ersten Deutschen Herbstsalon in Berlin zwei Kompositionen und ein Porträt ausstellen. 1915 gründete er mit Jan Sluijters den „Hollandsche Kunstenaarskring“ (Holländischer Künstlerkreis), was zu seinem Ausschluss aus dem „Moderne Kunstkring“ führte.
Ab 1911 verbrachte Gestel den Sommer in Bergen (siehe Bergen School). Dort ließ er sich für drei Jahre von 1921 bis 1924 nieder, in einem Reetdachhaus am Buerweg 4, welches von seinem Freund, dem Architekten L. Streefkerk entworfen worden war. Das Gebäude existiert heute noch. In den Jahren 1923 und 1924 machte er eine längere Reise nach Dresden und Sizilien, um zu zeichnen und zu malen. Im Jahr 1929 zerstörte ein Brand sein Atelier und einen großen Teil seiner Arbeiten, etwa 400 Werke. Mehr als fünftausend Arbeiten auf Papier allerdings blieben verschont und werden heutzutage von dem niederländischen Instituut Collectie Nederland verwaltet. 1930 und 1931 malte er in den Sommermonaten das Strandleben in Zandvoort.

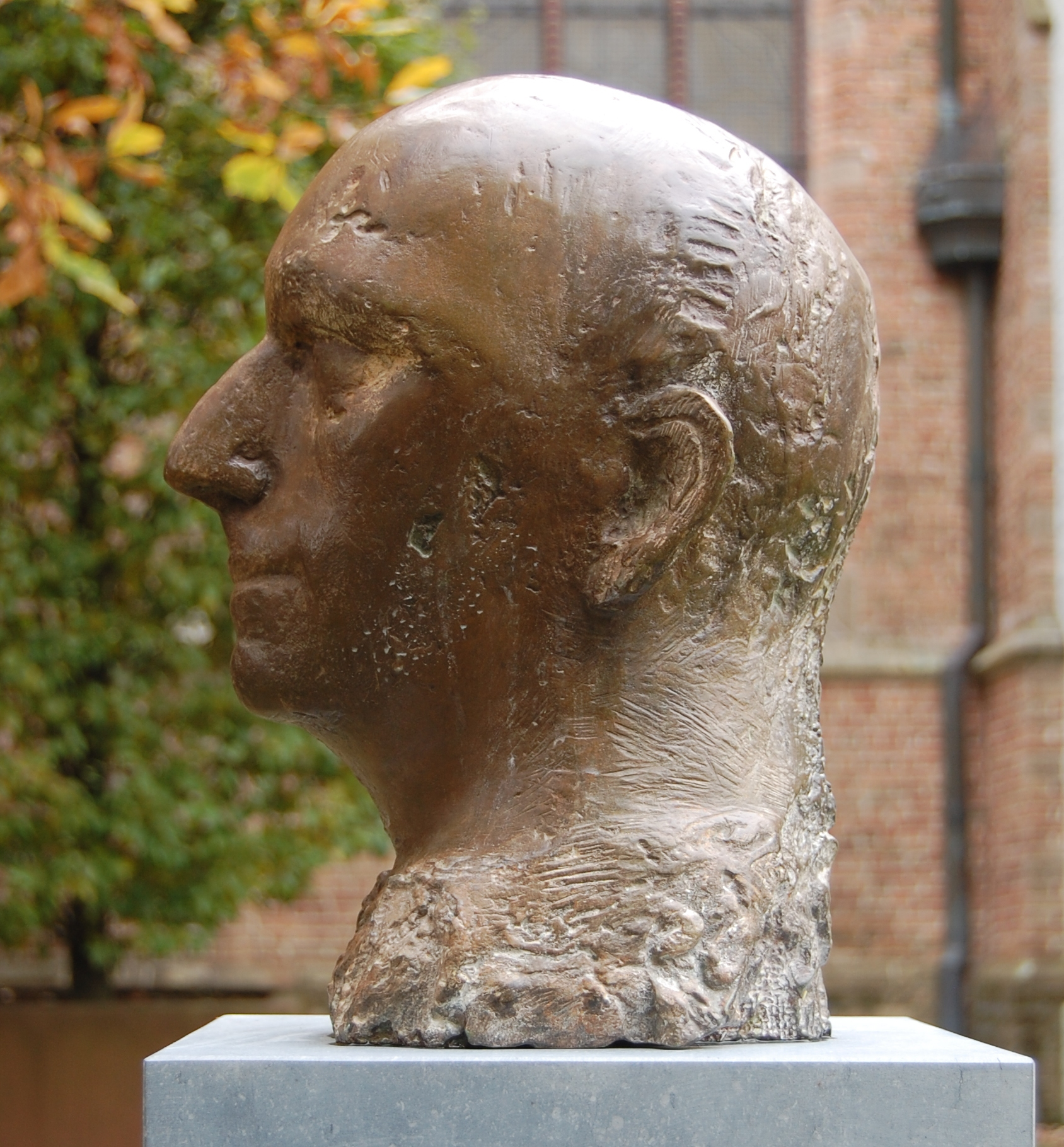
Büste für Leo Gestel

Nach seinem Aufenthalt in Bergen hatte Gestel sein Atelier in Blaricum. Während dieser Zeit bewegte sich sein Stil zunehmend zur Abstraktion hin, ohne tatsächlich abstrakt zu werden. Leo Gestel war seit seinem dreißigsten Lebensjahr an einem Magenleiden erkrankt, das ihn oft beeinträchtigte. 1933 bis 1935 war er mehrfach im Krankenhaus, schuf aber weiterhin Landschaftsgemälde, Auftragsarbeiten und Illustrationen. Er starb 1941 in Hilversum.
2015 wurde in seiner Heimatstadt Woerden im Garten neben dem Stadtmuseum eine von der Bildhauerin Judith Pfaeltzer geschaffene Büste von Gestel aufgestellt. In Woerden ist im Malerviertel eine Straße nach ihm benannt, ebenso im nordholländischen Bergen, in Almere, Ede, Haarlem und Rotterdam.

## Bedeutung für die Kunstwelt
Durch mehrere Parisreisen in den Jahren 1904, 1910 und 1911 und die Bekanntschaft mit dem französischen Neoimpressionismus, Symbolismus und Fauvismus löste sich Gestel zunehmend aus der Tradition der holländischen Landschaftsmalerei. Zusammen mit Piet Mondrian und Jan Sluijters wurde er zum wichtigsten Vertreter des Amsterdamer Luminismus. Leo Gestel war einer der ersten niederländischen Künstler, die mit dem Kubismus und Expressionismus experimentierten. Seinetwegen konnten sich diese Kunstrichtungen in den Niederlanden festsetzen. Er gehört zu den wichtigsten niederländischen Künstlern der Moderne.

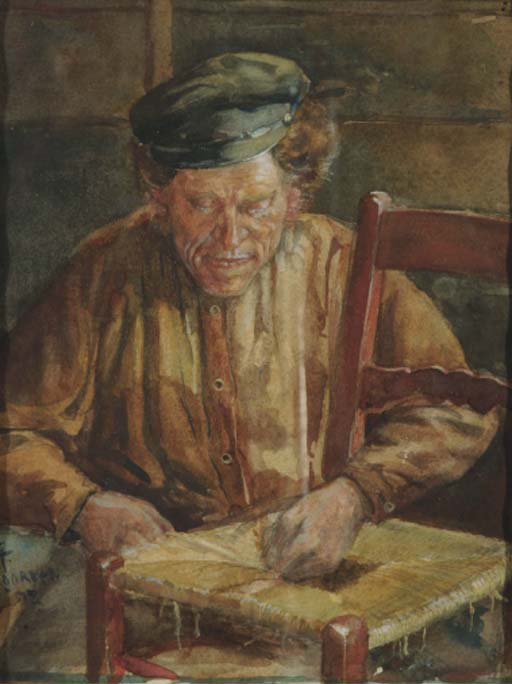
The chair-bottomer, 1902
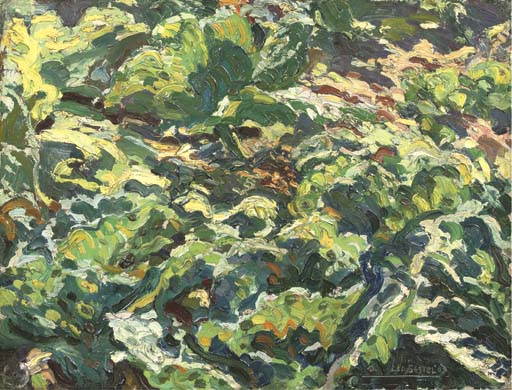
Kohlfeld, 1907
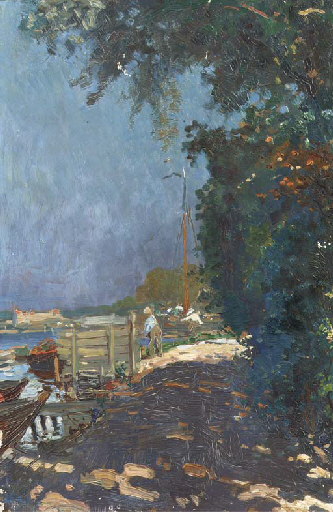
Schiffe, 1908
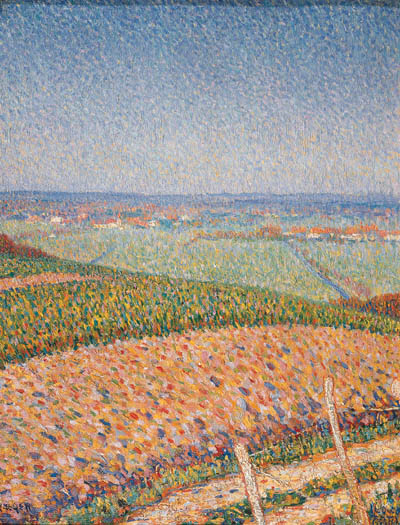
Frühjahrssonne, 1908
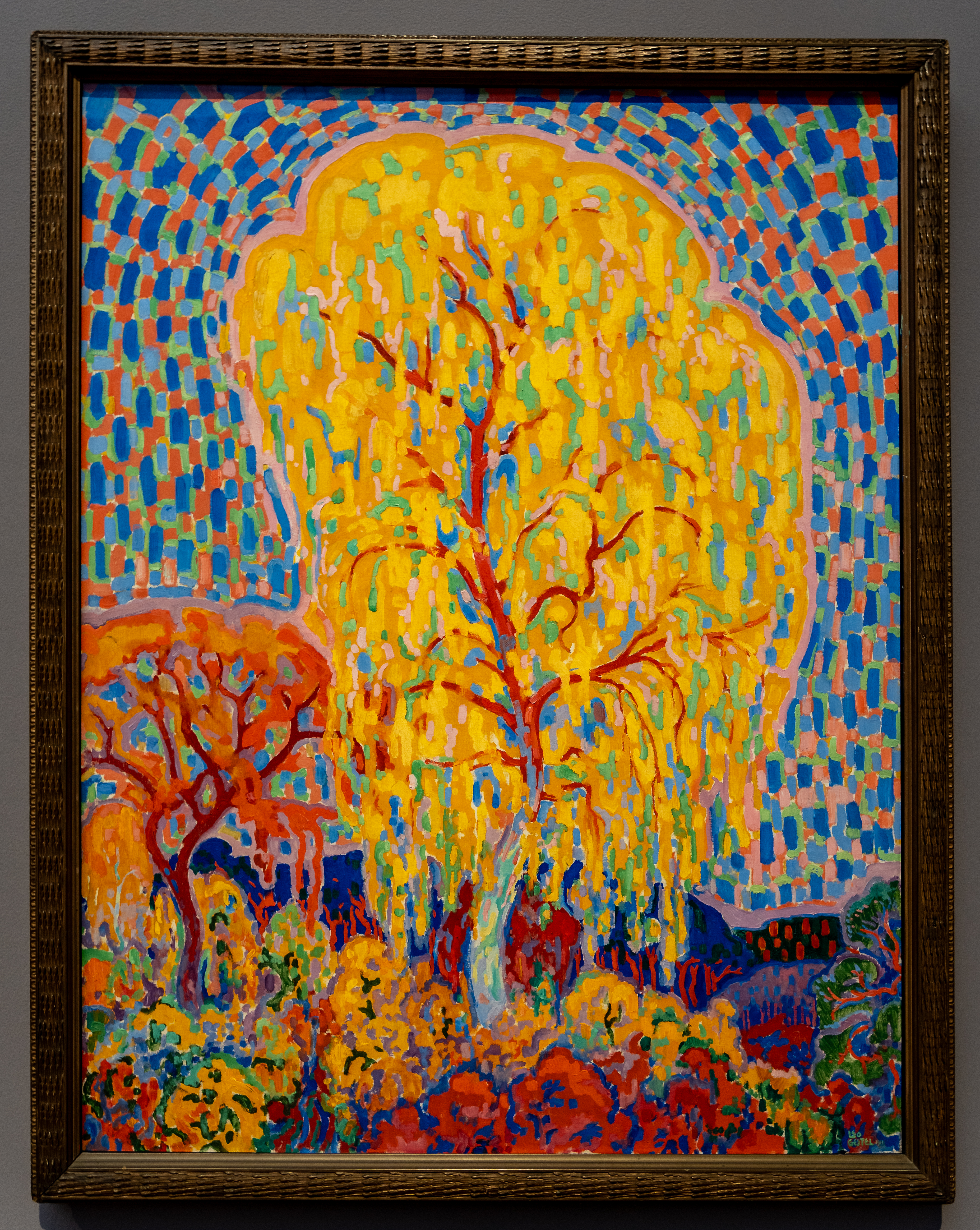
Herbst (1911)
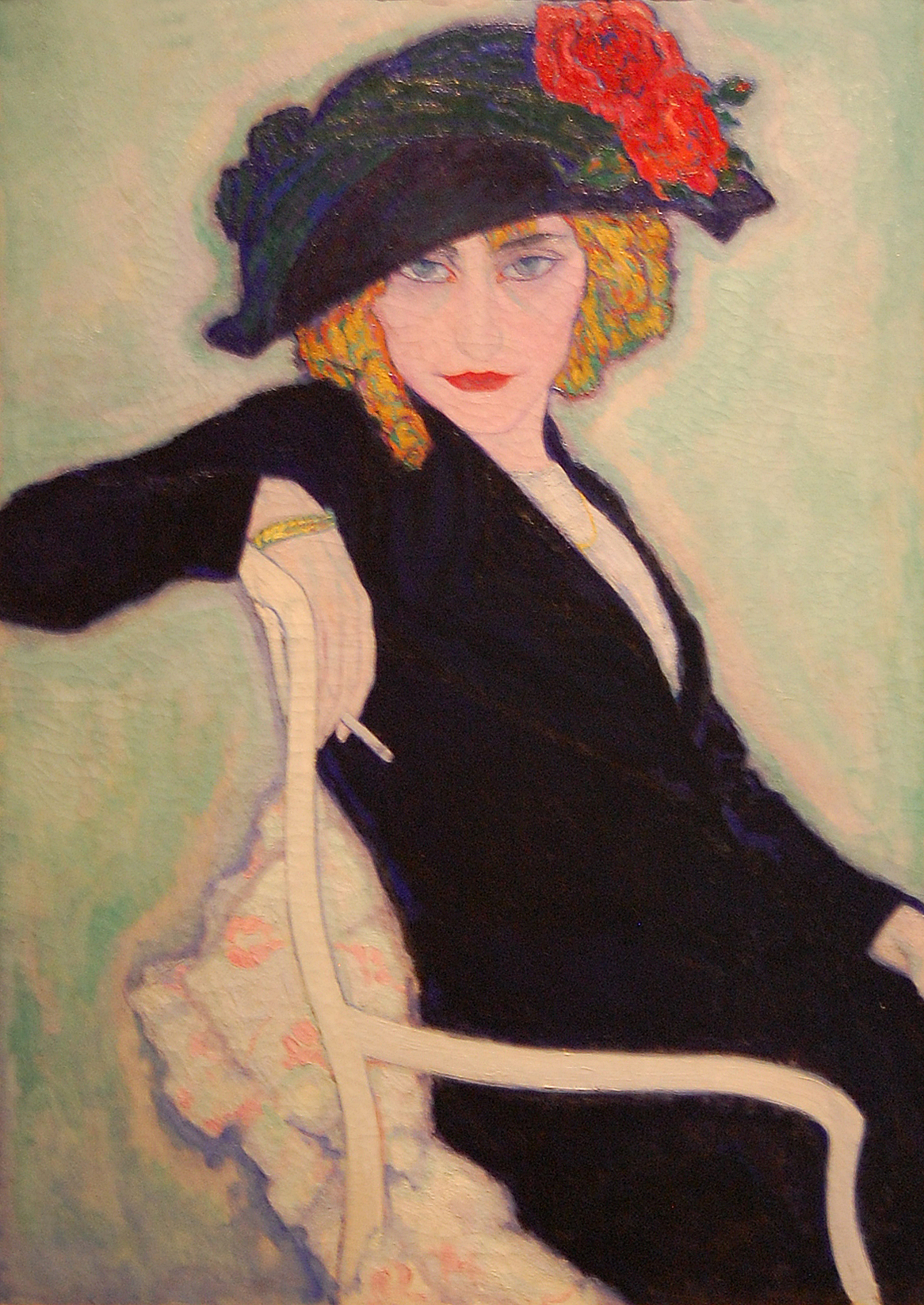
Dame mit Zigarette, 1911
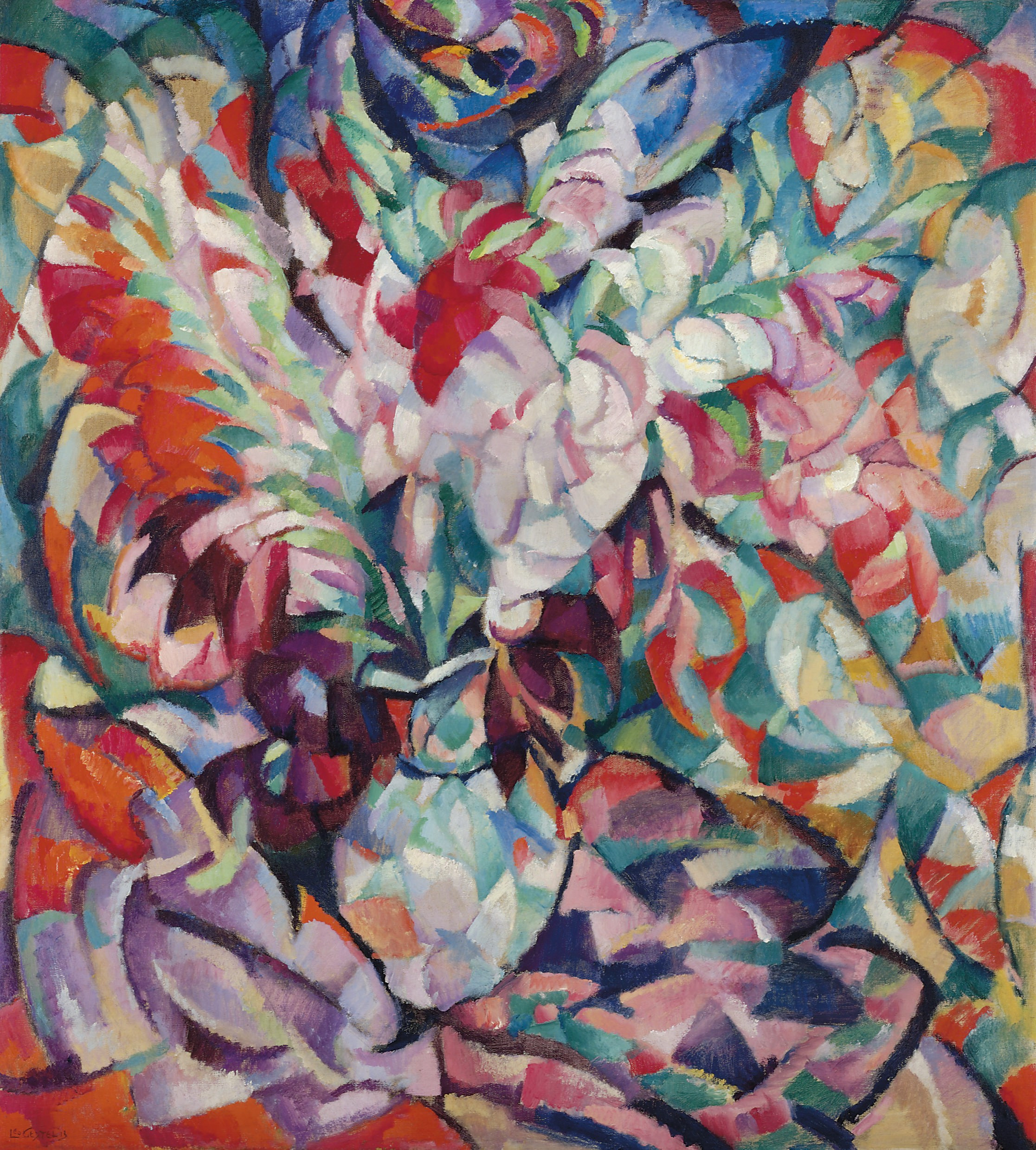
Blumen, 1913
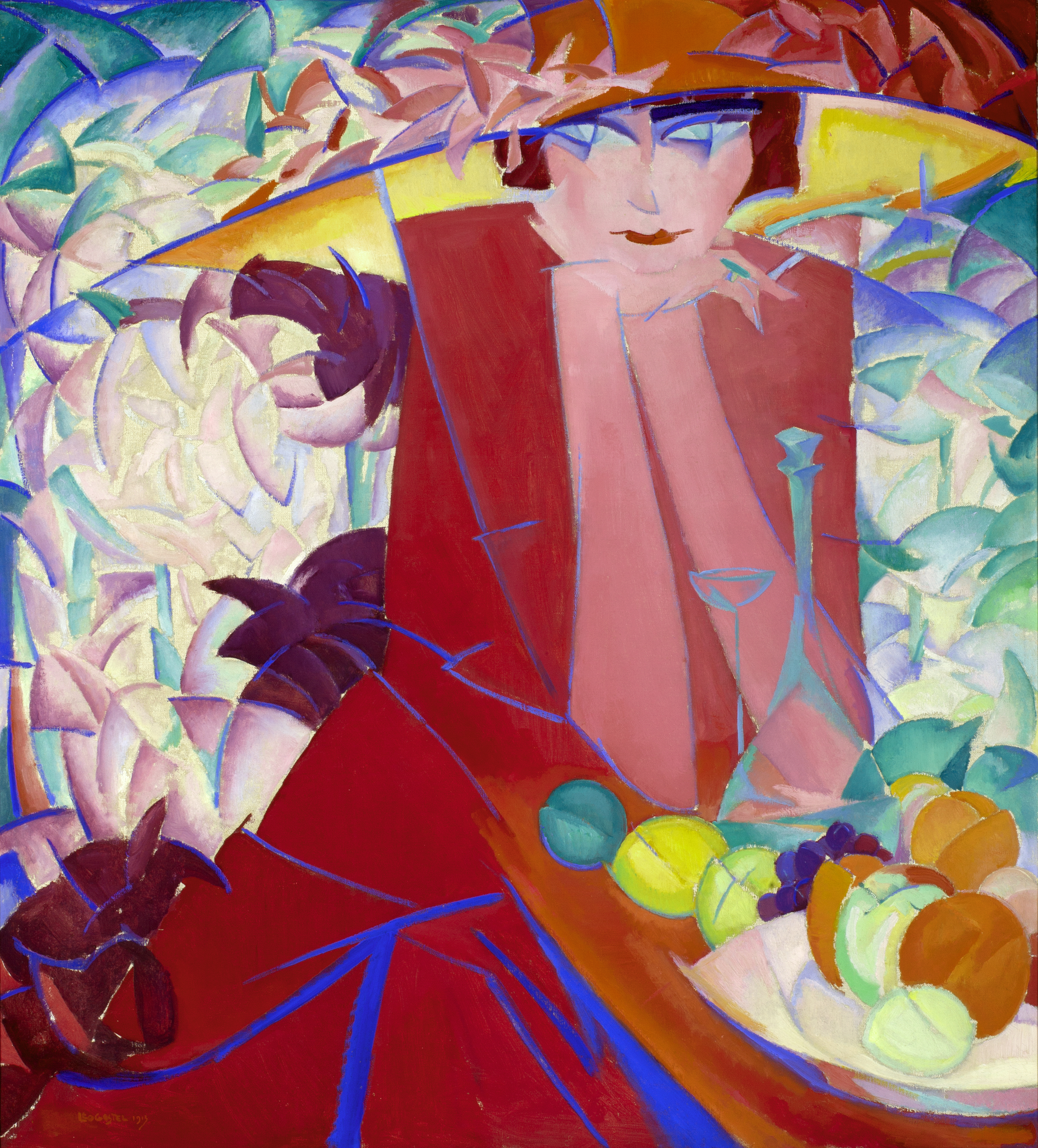
Else Berg, 1913
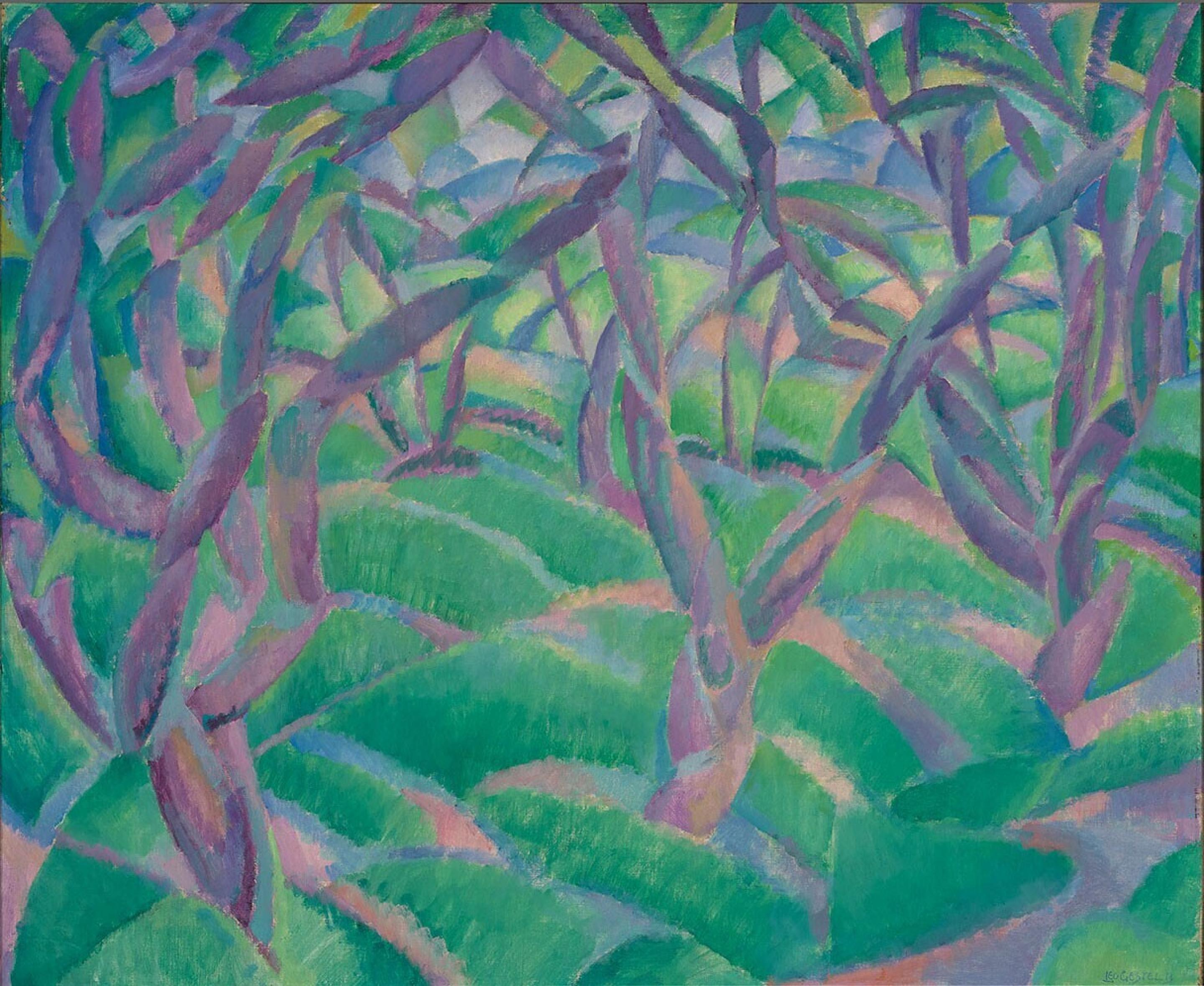
Obstgarten, 1913
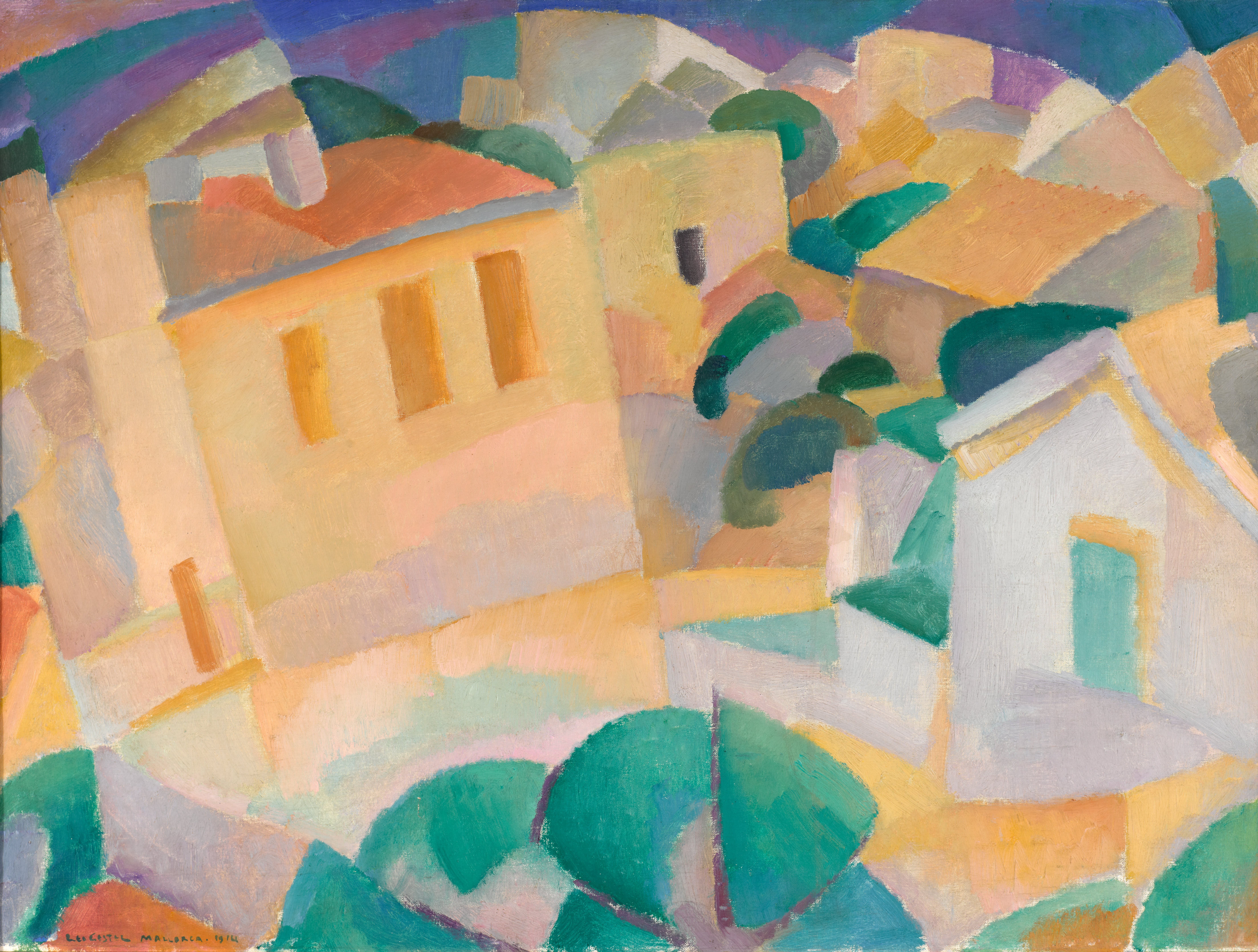
Mallorca, Terreno, 1914
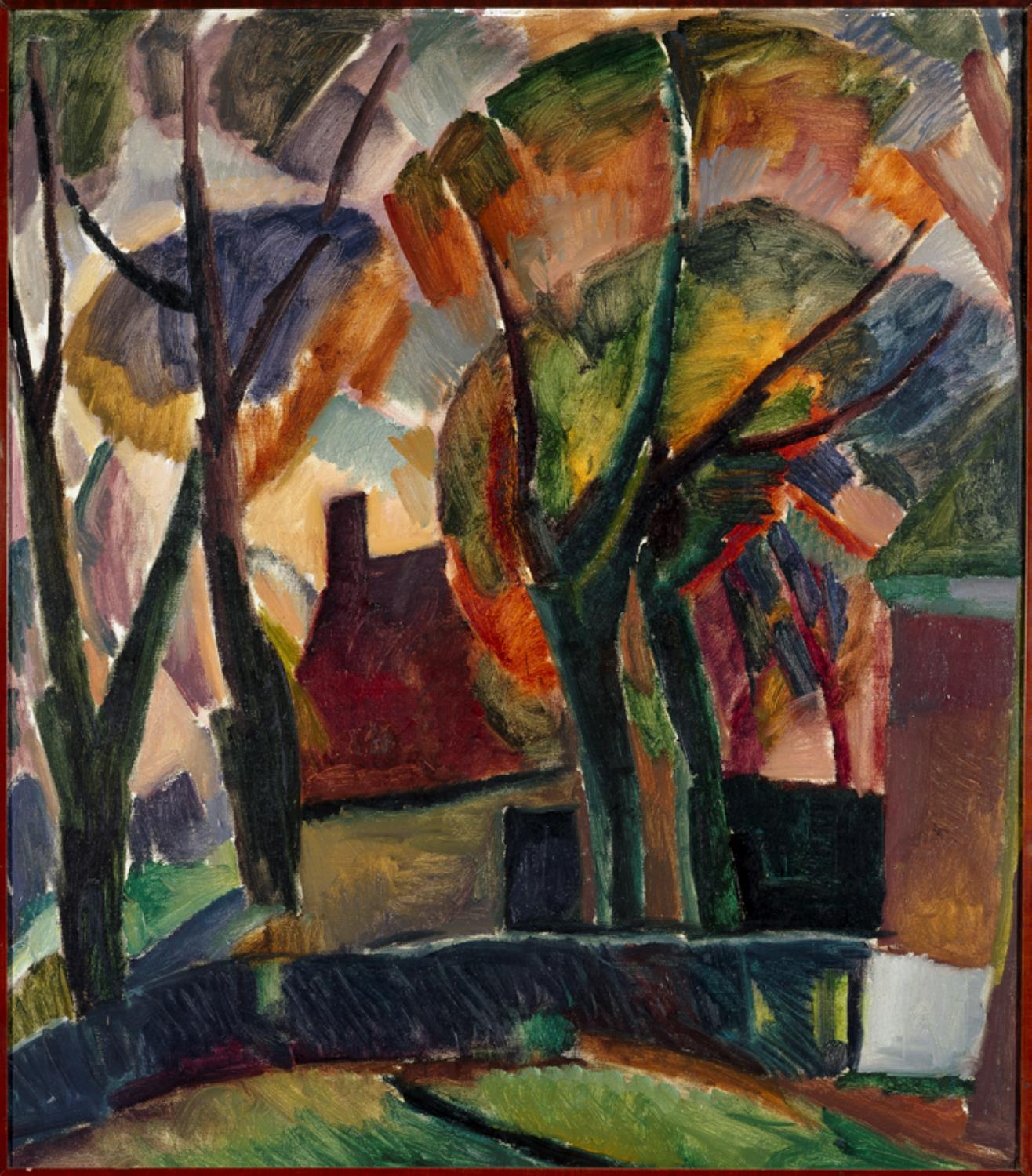
Bauernhof im Beemster, 1915
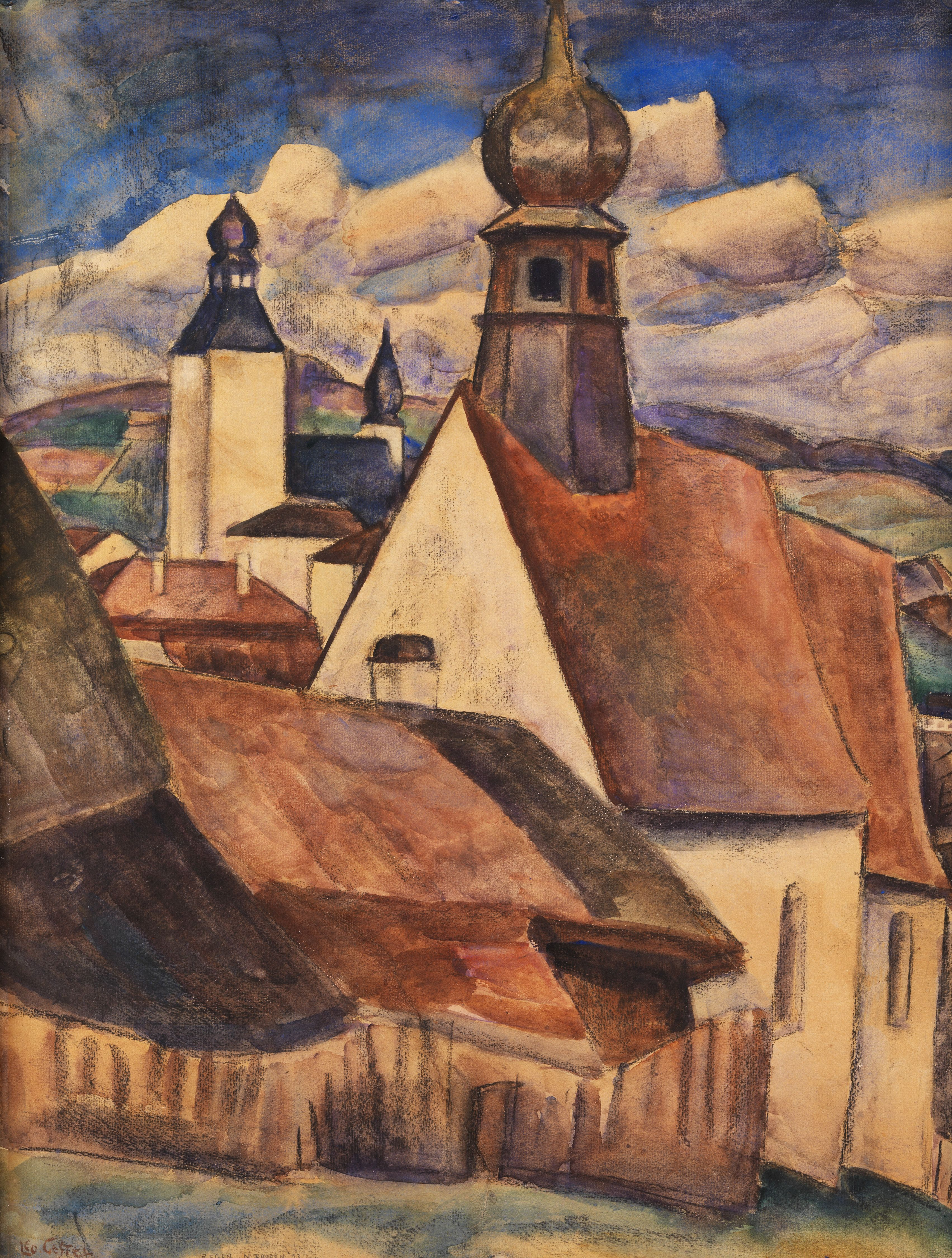
Blick über die Dächer von Regen, 1923
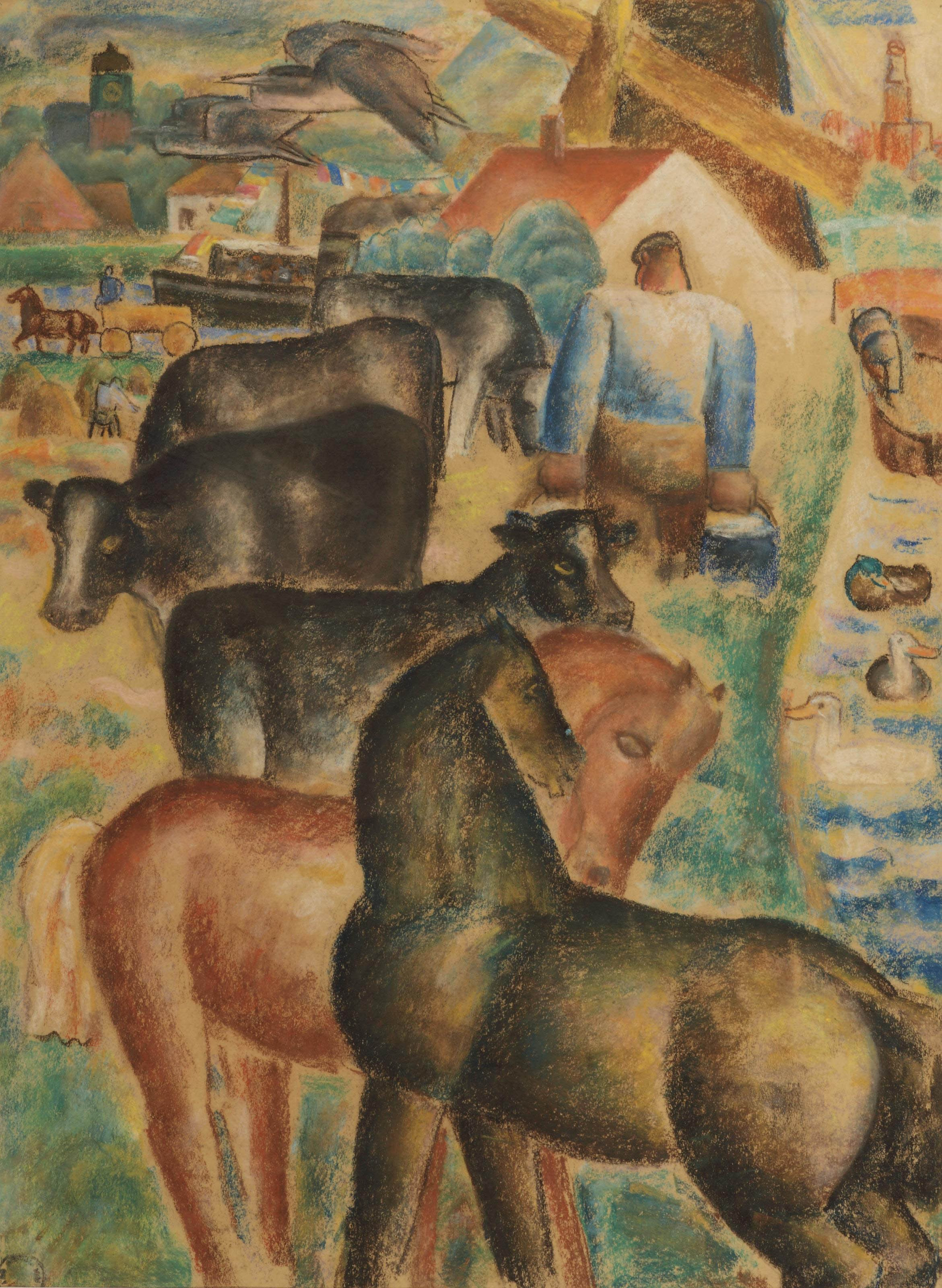
Milking time on the farm, 1927
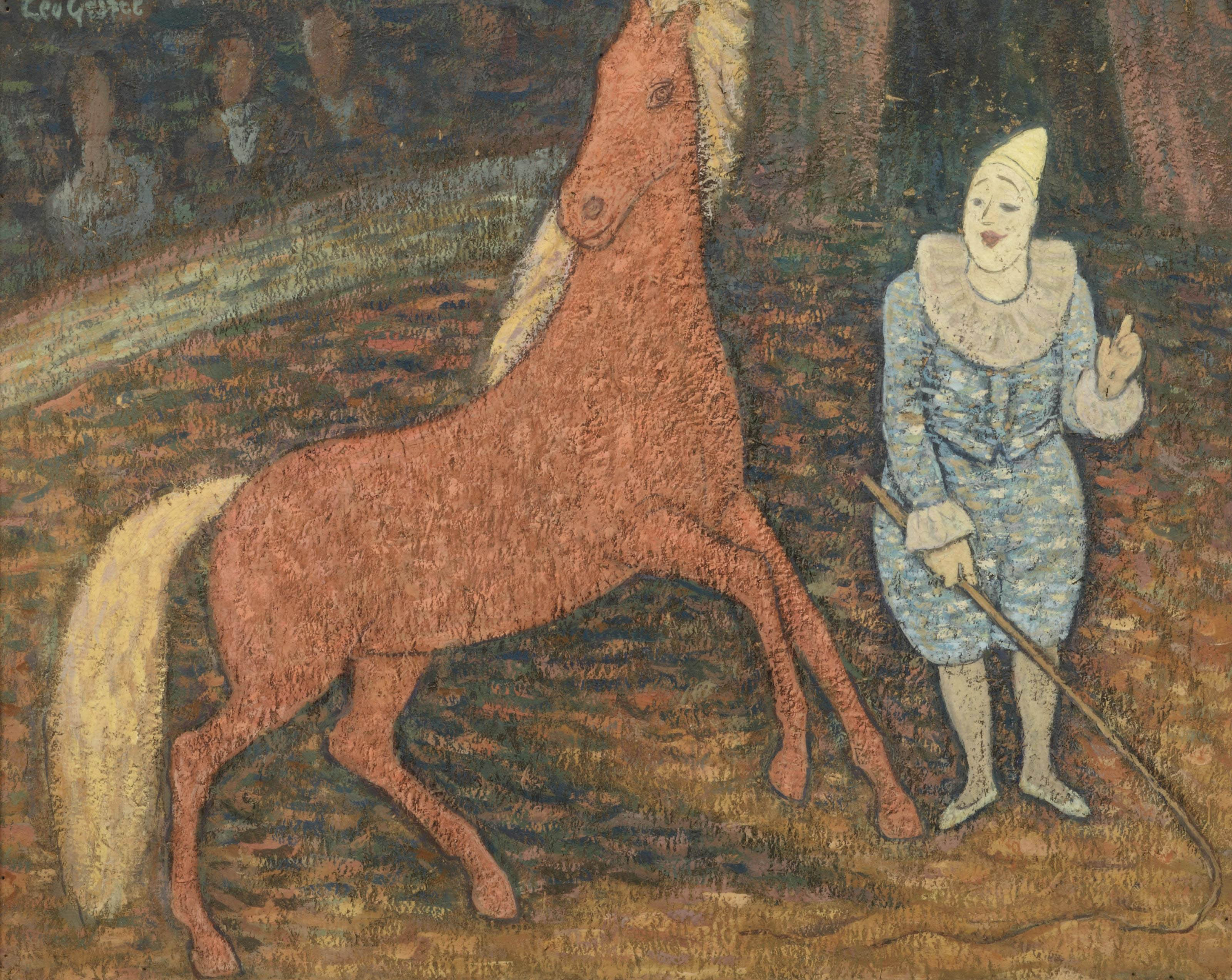
Clown met paard, 1939

## Ausstellungen (Auswahl)
- 1905: Auftrag für den niederländischen Pavillon auf der Weltausstellung Liège International – 1905
- 1909: Beteiligung an der Ausstellung der Kunstenaarsvereniging Sint Lucas
- 1910: Beteiligung an der Ausstellung der „Kunstenaarsvereniging Sint Lucas“
- 1910: Beteiligung an der Ausstellung der „Kunstenaarsvereniging Sint Lucas“
- 1911: Beteiligung an der Ausstellung des „Moderne Kunstkring“ im Stedelijk Museum, Amsterdam
- 1913: Einzelausstellung Galerie „Schüller und Eissenloeffel“, Den Haag
- 1913: Beteiligung am Ersten Deutschen Herbstsalon, Berlin[3]
- 1928: Biennale di Venezia
- 1934: Stedelijk Museum Maastricht
- 1935: Museum De Lakenhal, Leiden
- 1946: Stedelijk Museum, Amsterdam
- 1979: Gemeentemuseum, Woerden
- 1983: Frans Hals Museum, Haarlem
- 1993: Singer Laren
- 1996: Kunstmuseum Ahlen, Clemens Sels Museum Neuss, August-Macke-Haus Bonn: Aufbruch zur Farbe. Luministische Malerei in Holland und Deutschland
- 2000: Fries Museum, Leeuwarden
- 2000: Kunsthalle Rotterdam[4]
- 2019: Museum Ostwall, Dortmund: Ein Gefühl von Sommer ... : niederländische Moderne aus der Sammlung Singer Laren
- 2023: Museum Barberini, Potsdam: Wolken und Licht. Impressionismus in Holland

## Werke in öffentlichem Besitz
- Stedelijk Museum Alkmaar
- Rijksmuseum Amsterdam
- Museum of Fine Arts, Boston
- Kunstmuseum Den Haag
- Rijksmuseum Twenthe, Enschede
- Groninger Museum
- Frans Hals Museum, Haarlem
- Teylers Museum, Haarlem
- Singer Laren
- Germanisches Nationalmuseum, Nürnberg
- Kröller-Müller Museum, Otterlo
- Es Baluard, Palma
- Museum Boijmans Van Beuningen, Rotterdam
- Centraal Museum Utrecht
- Museum van Bommel van Dam, Venlo